# L'uomo nell'albero
L'uomo nell'albero è un romanzo di fantascienza del 1984 dello scrittore statunitense Damon Knight.

## Trama
Negli Stati Uniti, Gene Anderson è un bambino più alto della media che scopre di avere il potere di far comparire oggetti dal nulla, dai mondi accanto, dove le cose sono simili ma non uguali alle nostre. 
Preso spesso in giro dai compagni, viene aggredito da Paul, figlio di Tom Cooley, capo della polizia locale; Gene si difende e per un incidente Paul cade da un'impalcatura e muore. Gene, spaventatissimo, scappa e si rifugia nei boschi poco lontano, in una casa su un albero. Ritrovato da Tom e da suo cugino, essi tentano di ucciderli, ma Gene riesce nuovamente a scappare.
Appassionato d'arte, Gene - ancora dodicenne, ma dimostra almeno tre anni in più - si rifugia dapprima a San Francisco e poi, sempre inseguito da Tom, che ha ormai lasciato la polizia, a New York. A New York riesce a introdursi nel mondo dell'arte ma, alla morte del suo mentore, Avila, abbandona tutto e si unisce ad un circo itinerante, come freak.
Vive serenamente, ma anche qui Tom lo trova; Gene è costretto nuovamente a scappare in Europa e decide di mettere a frutto i suoi doni arricchendosi duplicando diamanti e oro.
Girerà in barca per il mondo, fino a decidersi di stabilirsi in Florida come un eremita.
Un ennesimo tentativo di omicidio da parte di Tom gli fa scoprire dei poteri curativi (cura Tom dalla SLA) e prende la decisione di creare un movimento mondiale per cercare di portare l'umanità verso un sentiero di felicità e serenità.
Accusato dapprima di fomentare le folle e poi quasi ucciso da un amico fidato, decide di abbandonare la terra, passando in uno dei mondi accanto.
Il libro termina facendo intendere che, quasi come Gesù, ritornerà un giorno sulla terra.

## Edizioni
Il romanzo è stato pubblicato in italiano nel Maggio 1994 nel numero 206 della collana Classici Urania della Arnoldo Mondadori Editore. 
La copertina dell'edizione Classici è di Marco Patrito.
- Damon Knight, The Man in the Tree, 1984.
- Damon Knight, L'uomo nell'albero, Traduzione di Marco Pinna, Classici Urania, Arnoldo Mondadori Editore, 1994,  p. 286.